# Tweekleurige lichtmot
De tweekleurige lichtmot (Euzophera pinguis) is een vlinder uit de familie Pyralidae, de snuitmotten.

## Herkenning
De tweekleurige lichtmot heeft een spanwijdte tussen de 23 en 28 millimeter. Door de opvallende afgewisselde bleke en donkere zigzagbanden over de voorvleugel is deze soort eenvoudig te herkennen. De vliegtijd is in juli en augustus. Volwassen vlinders worden zelden overdag gevonden, wellicht verstoppen ze zich dan in boomtoppen. Wel worden soms versontpopte vlinders ’s avonds op boomstammen gevonden. De vlinders vliegen ’s nachts en komen goed op licht.

## Waardplant
De tweekleurige lichtmot heeft els (Fraxinus excelsior) als waardplant. De rupsen leven in kolonies onder de bast van een levende els, die uiteindelijk door de aantasting dood zal gaan. Hierop verhuist de kolonie naar een naburige boom. Rupsen zijn te vinden van september tot juli en verpoppen zich in een gesponnen cocon onder de bast.

## Verspreiding
De tweekleurige lichtmot is in Nederland een vrij algemene vlinder die verspreid door het hele land gevonden wordt, maar vaker wordt gezien in het zuidwesten. In België is de soort in de meeste gebieden vrij zeldzaam.